# ابن ابی زارع
ابن ابی زَرع (عربی: أبو الحسن علي بن أبي زرع الفاسي؛ – درگذشته: ۱۳۲۶) یکی از مورخان مراکش در دوران دریانوردان است که تاریخ کامل مراکش را از زمان تأسیس دولت الادریسیه تا زمان خود دربردارد.

## زندگی‌نامه
ابو الحسن علی بن محمد بن احمد بن عمر بن ابی زرع فاسمی، مورخ اعتماد است.
الحلبی در الدر النفیس اظهار داشت که او شخص صالحی بود که با اسناد حدیث العدل در فاس آشنا بود.
بسیاری از اجزای کتابش ازکتاب روض القرطاس تشکیل شده‌است که دارای اهمیت تاریخی است و به زبانهای اروپایی ترجمه شده‌است.
برای اهمیت تاریخی و اصالت مواد آن کتاب «آلانیس خواننده» با این واقعیت که زندگی‌نامه مردم یا سابقه اقدام و جنگ آنها نیست، شامل همه فعالیت‌های سیاسی، اجتماعی، اقتصادی و فرهنگی بود.
این یک تاریخ کلی خاور دور است که با یک دوره زمانی که بیش از پنج قرن و نیم است، برخورد می‌کند، این کتاب نمونه‌ای مهم از تاریخ محلی است که غرور میهن خود را تأیید می‌کند.
بعضی از آنها در ابن ابی زرع این رویکرد را «ایده وطن‌پرستی مراکش» نامیدند.

## درگذشت
همان‌طور که در کتاب النبوغ برای علامت عبدالله قونون ذکر شده‌است، ابن ابی زرع پس از سال ۷۲۶ هجری قمری فوت کرد.